# Elias Gonsalves
Elias Joseph Gonsalves (* 4. Juli 1961 in Chulne) ist ein indischer Geistlicher und römisch-katholischer Erzbischof von Nagpur.

## Leben
Elias Gonsalves empfing am 11. April 1990 die Priesterweihe.
Papst Benedikt XVI. ernannte ihn am 11. Juli 2012 zum Bischof von Amravati. Der Erzbischof von Bombay, Oswald Kardinal Gracias, spendete ihm am 29. September desselben Jahres die Bischofsweihe; Mitkonsekratoren waren Erzbischof Salvatore Pennacchio, Apostolischer Nuntius in Indien und Nepal, und Abraham Viruthakulangara, Erzbischof von Nagpur.
Am 3. Dezember 2018 ernannte ihn Papst Franziskus zum Erzbischof von Nagpur.